# 帽子

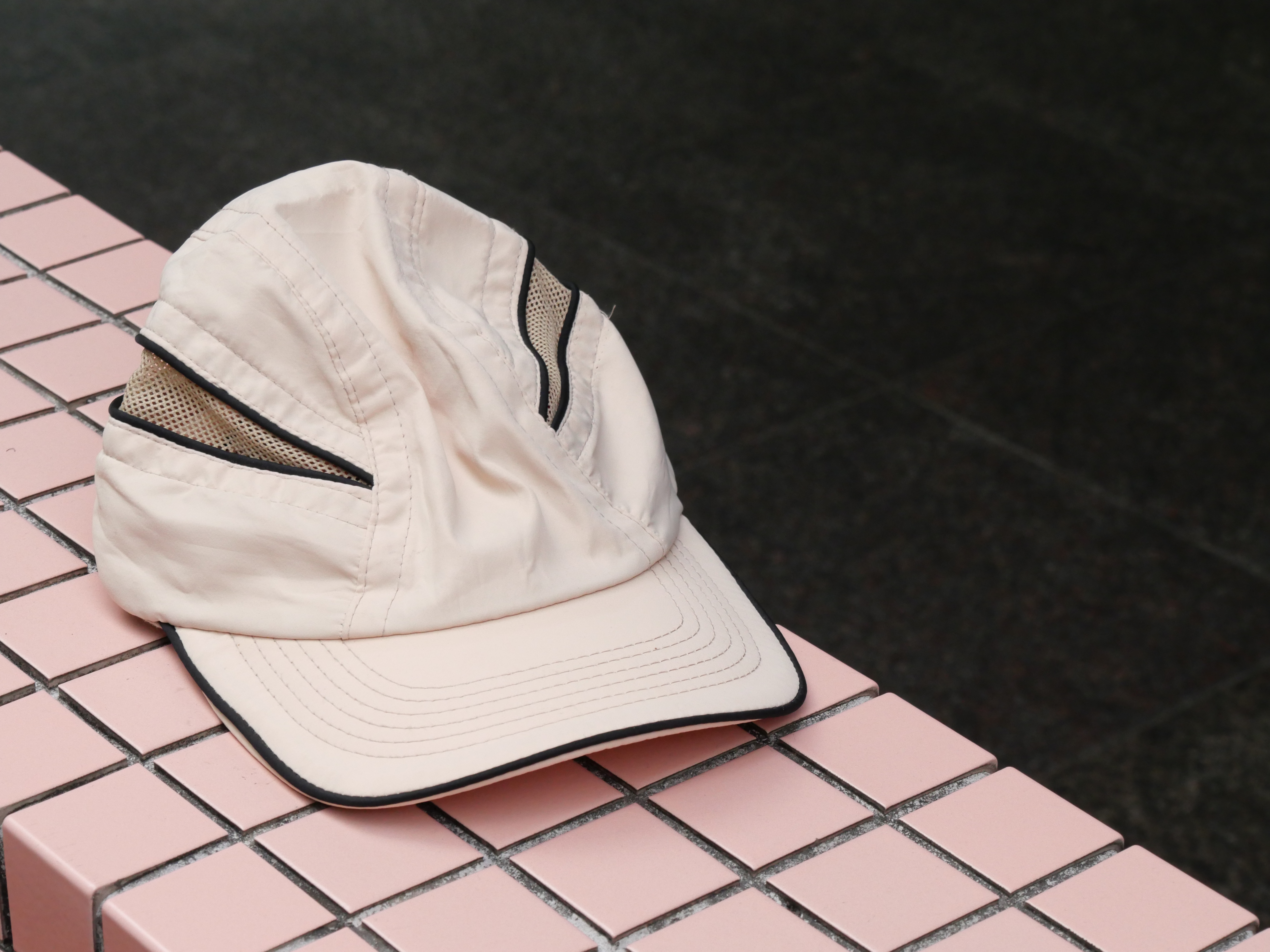
棒球帽、又稱太阳帽。帽舌向前，為臉部遮蓋陽光。

帽子是戴在頭部的服飾，有遮陽、擋雨、防塵、美觀、保護頭部等用途。人们戴帽子的原因有很多，包括防风雨、大学毕业典礼等礼仪原因、宗教原因、安全或作为时尚配饰。结合了机械特征（如遮阳帽、尖刺、翻领、支架或啤酒杯架）的帽子属于头饰的更广泛类别。

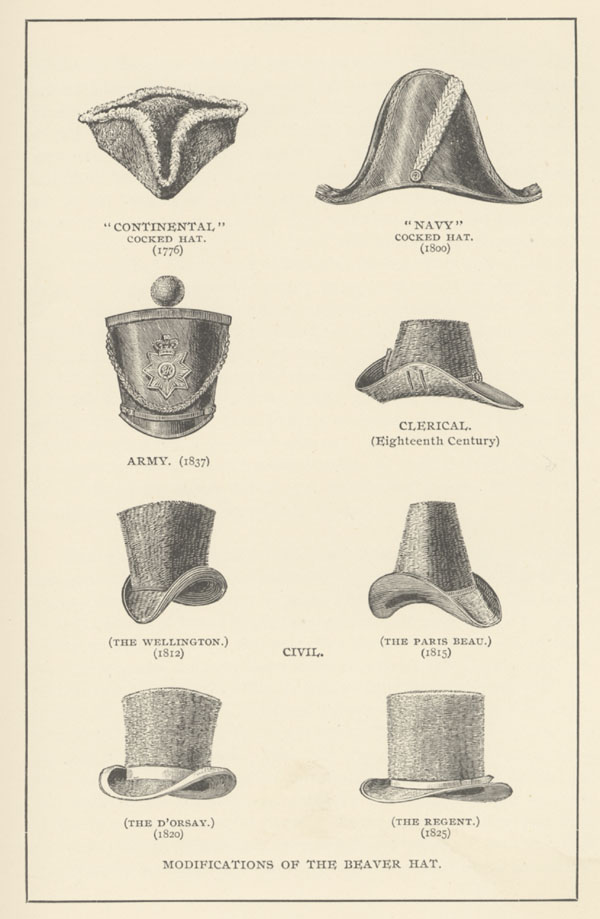
18至19世纪男用海狸毛毡帽收藏

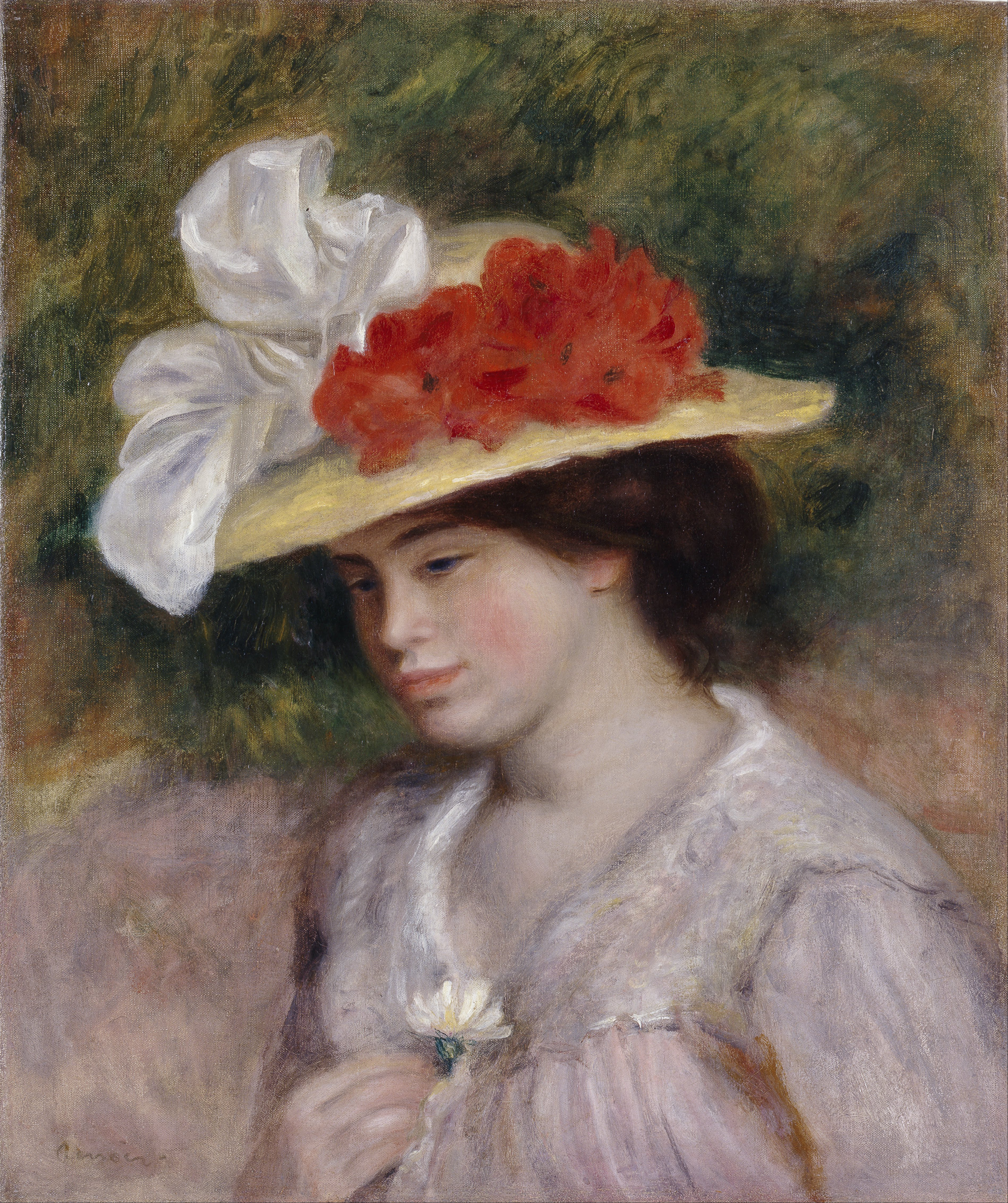
《戴花帽的女子》（1889年），皮埃尔-奥古斯特·雷诺阿绘。帽檐装饰有布花和丝带的草帽

在过去，帽子是社会地位的象征。在军队中，帽子可以表示国籍、兵种、军衔或军团。警察通常戴具有特色的帽子，比如加拿大皇家骑警所戴的鸭舌帽或大檐帽。
有些帽子有防护功能。例如，安全帽保护建筑工人的头部免受落物砸伤，英国警察的护卫帽保护警官的头部，太阳帽遮挡面部和肩膀免受阳光照射，牛仔帽可防晒防雨，带有可折叠护耳的乌尚卡皮帽可保持头部和耳朵温暖。
有些帽子用于礼仪目的，比如大学毕业典礼上戴（或携带）的学位帽。有些帽子是特定职业的成员戴的，比如厨师戴的无边便帽，或基督教主教戴的主教冠。
某些宗教的信徒经常戴帽子，比如锡克教徒戴的头巾，或者是基督教女性在祷告和礼拜时所佩戴的教堂帽，用作头部遮盖。

## 历史
虽然公元前3000年之前没有太多关于帽子的官方记录，但帽子可能在那之前就很常见了。27,000至30,000年前的维伦多夫的维纳斯小雕像可能描绘了一位戴着编织帽的女性。已知最早确认的帽子之一是一位青铜时代的男人（绰号奥茨）戴的，他的尸体（包括他的帽子）被发现在奥地利和意大利之间的一座山里，大约公元前3250年他一直住在那里。人们发现他戴着一顶带下巴带的熊皮帽，由几张兽皮缝在一起制成，基本上类似于没有帽檐的俄罗斯皮帽。
最早的帽子绘画之一出现在埃及底比斯的一幅墓葬壁画中，壁画描绘的是一名男子戴着一顶圆锥形
草帽，可追溯到公元前3200年左右。帽子在古埃及很常见。许多上流社会的埃及人剃光头发，然后用头饰遮住头发，以帮助他们保持凉爽。古代美索不达米亚人经常戴圆锥形帽子或形状有点像倒置花瓶的帽子。
其他早期帽子包括Pileus（一种简单的骷髅状帽子）；弗里吉亚帽（希腊和罗马的自由奴隶戴的帽子）（在美国独立战争和法国大革命期间成为标志性帽子，作为反对君主制争取自由的斗争的象征）；以及希腊Petasos（已知第一顶有帽檐的帽子）。妇女戴面纱、头巾、兜帽、帽子和头巾。
和奥兹一样，图伦男子至今仍戴着帽子，他可能死于公元前400年左右的丹麦沼泽，沼泽地将他制成了木乃伊。他戴着一顶用羊皮和羊毛制成的尖顶帽，用一条皮绳系在下巴下。

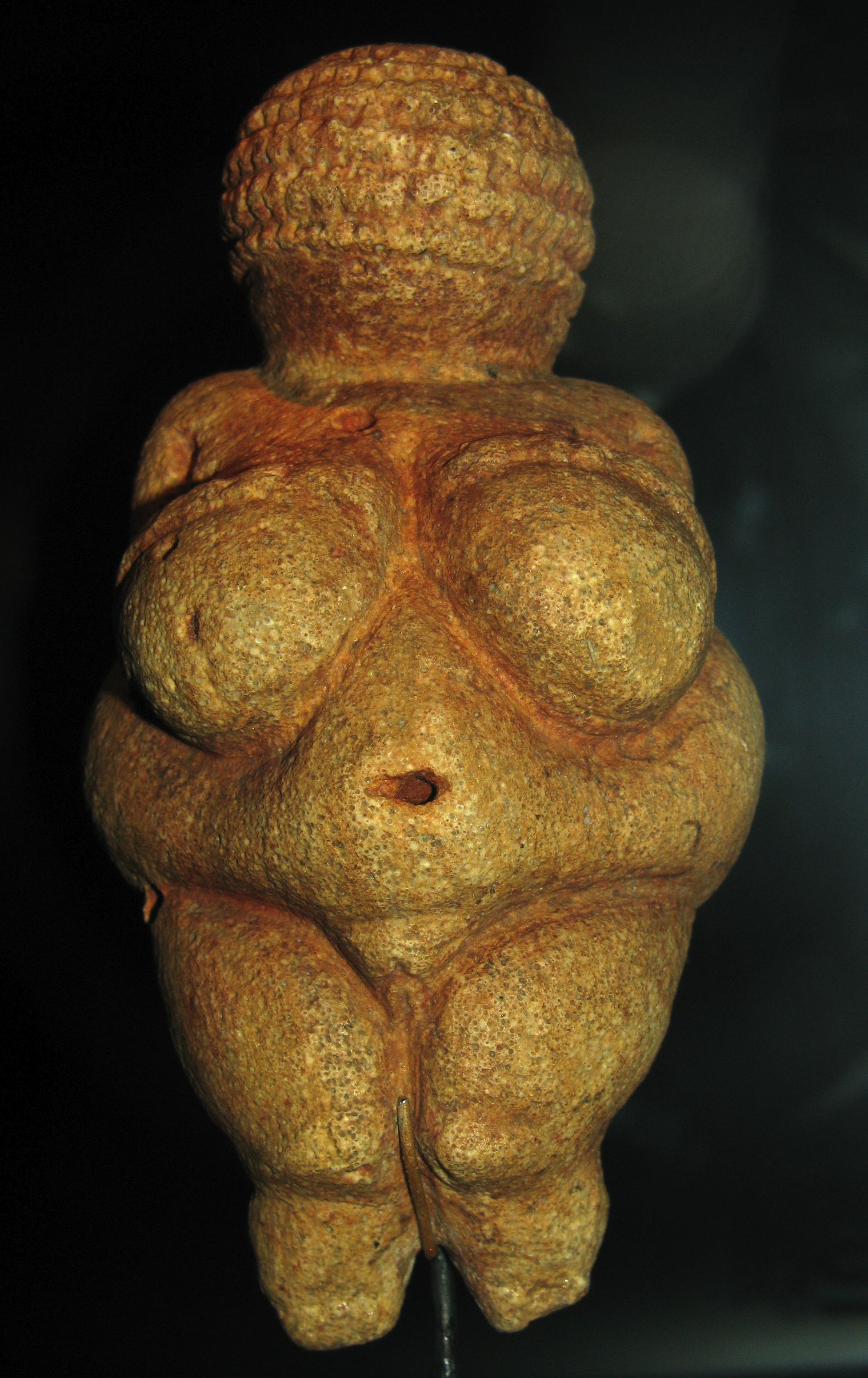
距今约27,000至30,000年的威伦多夫的维纳斯，或许描绘的是一位戴着编织帽的女性

据说，毡帽制帽业的守护神克莱门特 (爱尔兰)在公元800年左右用亚麻纤维填充凉鞋以保护双脚时发现了毛毡。
在中世纪，帽子是社会地位的标志，用于区分特定群体。1215年第四次拉特兰会议要求所有犹太人必须戴上Jewish hat（“犹太帽”）以表明身份，将他们标记为反犹太主义的目标。帽子通常是黄色的，有尖头的，也有方头的。
在中世纪，女性的帽子种类繁多，从简单的围巾到精致的Hennin，并且象征着社会地位。16世纪末，女性开始佩戴与男性朝臣相似的结构化帽子。“女帽匠”一词源自意大利城市米兰，18世纪这里出产的帽子品质最佳。女帽匠传统上是女性的职业，女帽匠不仅制作帽子和软帽，还选择蕾丝、饰边和配饰来完善服装。
19世纪上半叶，女性戴的帽子逐渐变大，上面装饰着丝带、花朵、羽毛和纱布边饰。到19世纪末，出现了许多其他款式，其中包括宽边平顶帽、花盆帽和无边便帽。到20世纪20年代中期，当女性开始剪短头发时，她们选择了像头盔一样紧贴头部的帽子。

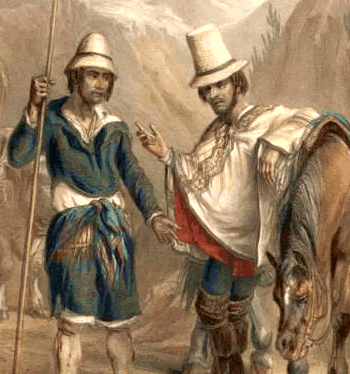
帽子是社会地位的指标：工头（牵马）戴的帽子比随附的帽子要高（1821 年智利）。

参加赛马比赛时戴帽子的传统始于英国皇家爱斯科特赛马会，该赛马会有着严格的着装要求。皇家赛马场内的所有宾客都必须戴帽子。这一传统也被其他赛马比赛所沿用，比如美国的肯塔基赛马会。
20世纪80年代，华丽的帽子风靡一时。21世纪初，华丽的帽子又卷土重来。新一波年轻有竞争力的制帽师设计出各种帽子，包括头巾帽、错视效果毡帽和用真人头发制成的高头饰。一些新的帽子系列被描述为“可穿戴的雕塑”。许多流行歌星，包括Lady Gaga，都曾委托别人制作帽子作为宣传噱头。

## 著名制帽商
伦敦最著名的制帽商之一是位于圣詹姆斯街的James Lock & Co.。这家商店声称是世界上仍在营业的最古老的制帽店。另一家是位于鱼街山6号的 Sharp & Davis。
20世纪后期，各博物馆都将伦敦的David Shilling誉为全世界帽子的革新者。著名的比利时帽子设计师是Elvis Pompilio（皇家委任状持有人），欧洲皇室成员都佩戴过他们的帽子。
Philip TreacyOBE是一位爱尔兰女帽商，顶级设计师曾委托他制作帽子，并在皇室婚礼上佩戴。在北美，著名的牛仔帽制造商Stetson为加拿大皇家骑警和德克萨斯游骑兵制作帽饰。John Cavanagh (hatter)是著名的美国制帽商之一。意大利帽子制造商Borsalino为好莱坞明星以及世界富豪和名人提供帽子。

## 收藏
腓立比收藏馆是德国企业家迪特·腓立比在基尔克尔收集的一系列宗教头饰。该收藏馆有500多顶帽子，目前是世界上最大的牧师、教会和宗教头饰收藏馆。

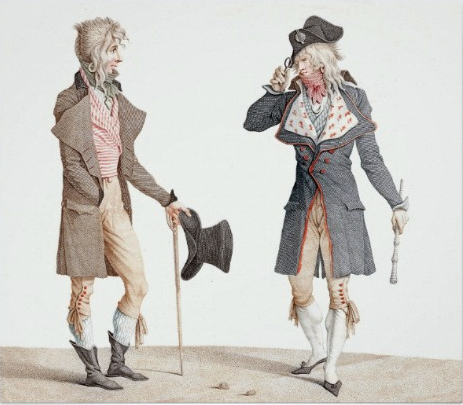
卡尔韦尔内 1796 年的画作描绘了两位颓废的法国“Incroyables and merveilleuses”在互相问候，其中一人戴着一顶看似高顶礼帽的帽子，这或许是该画作首次有记录地出现。

## 款式

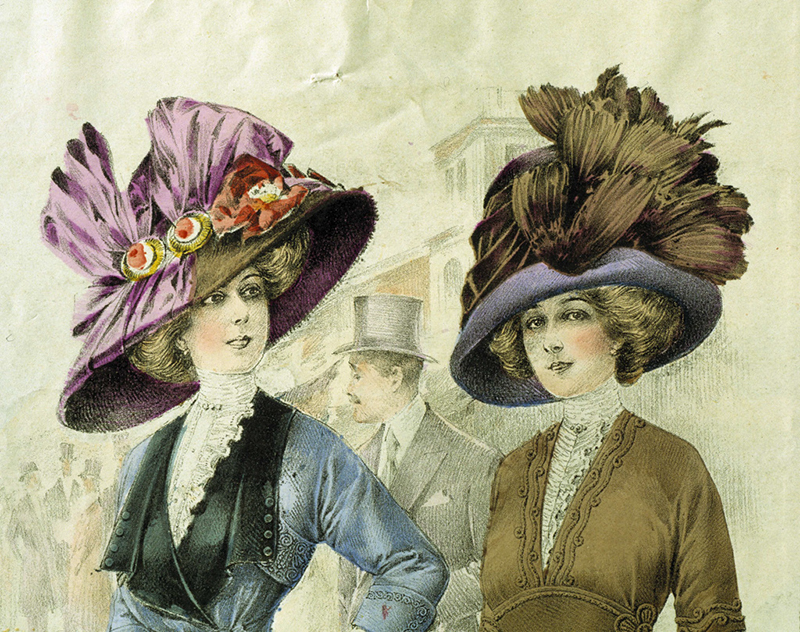
女性戴帽圖 - 1911年

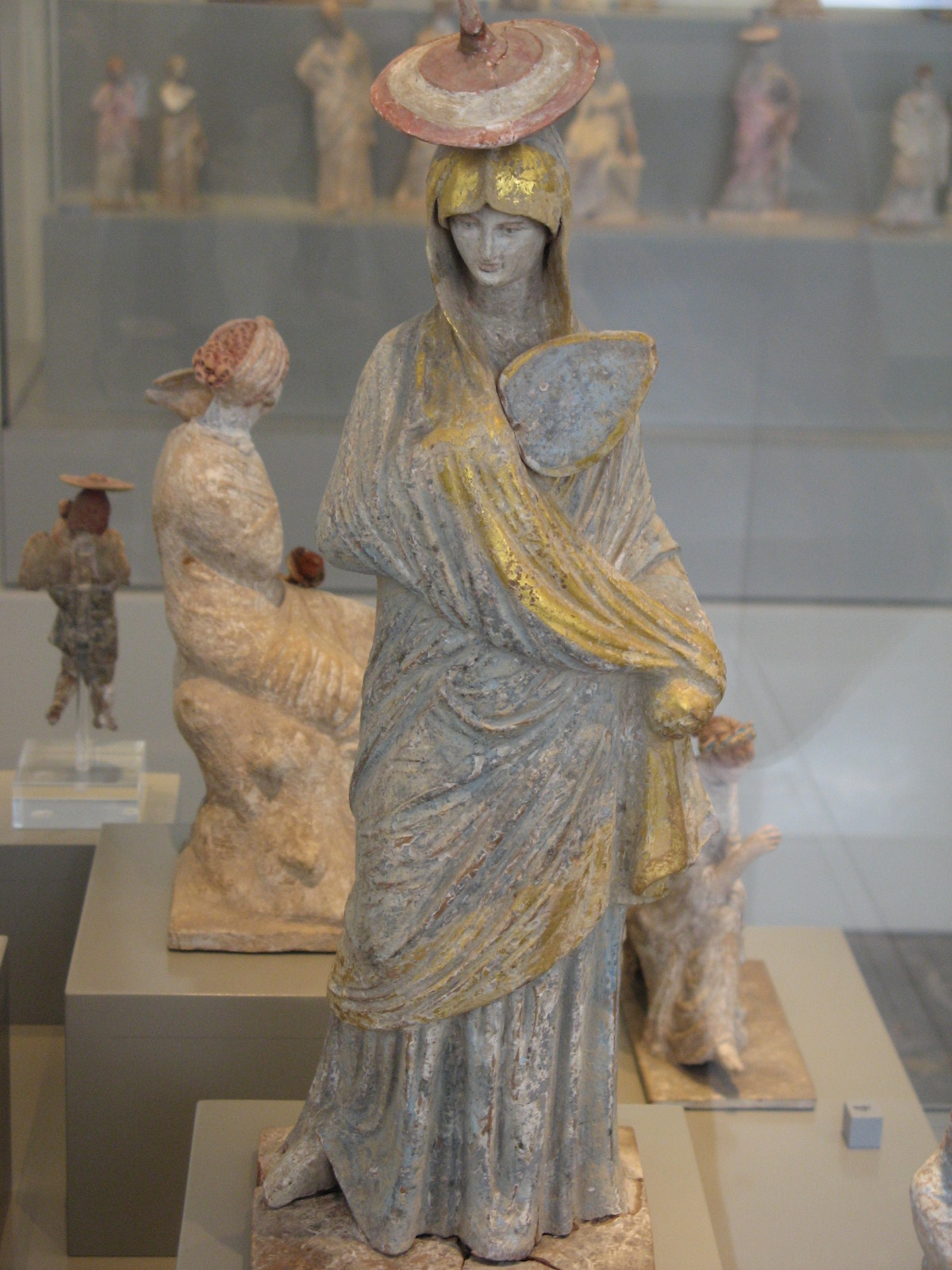
古希臘時期戴著遮陽帽的女性，約西元前325–300年

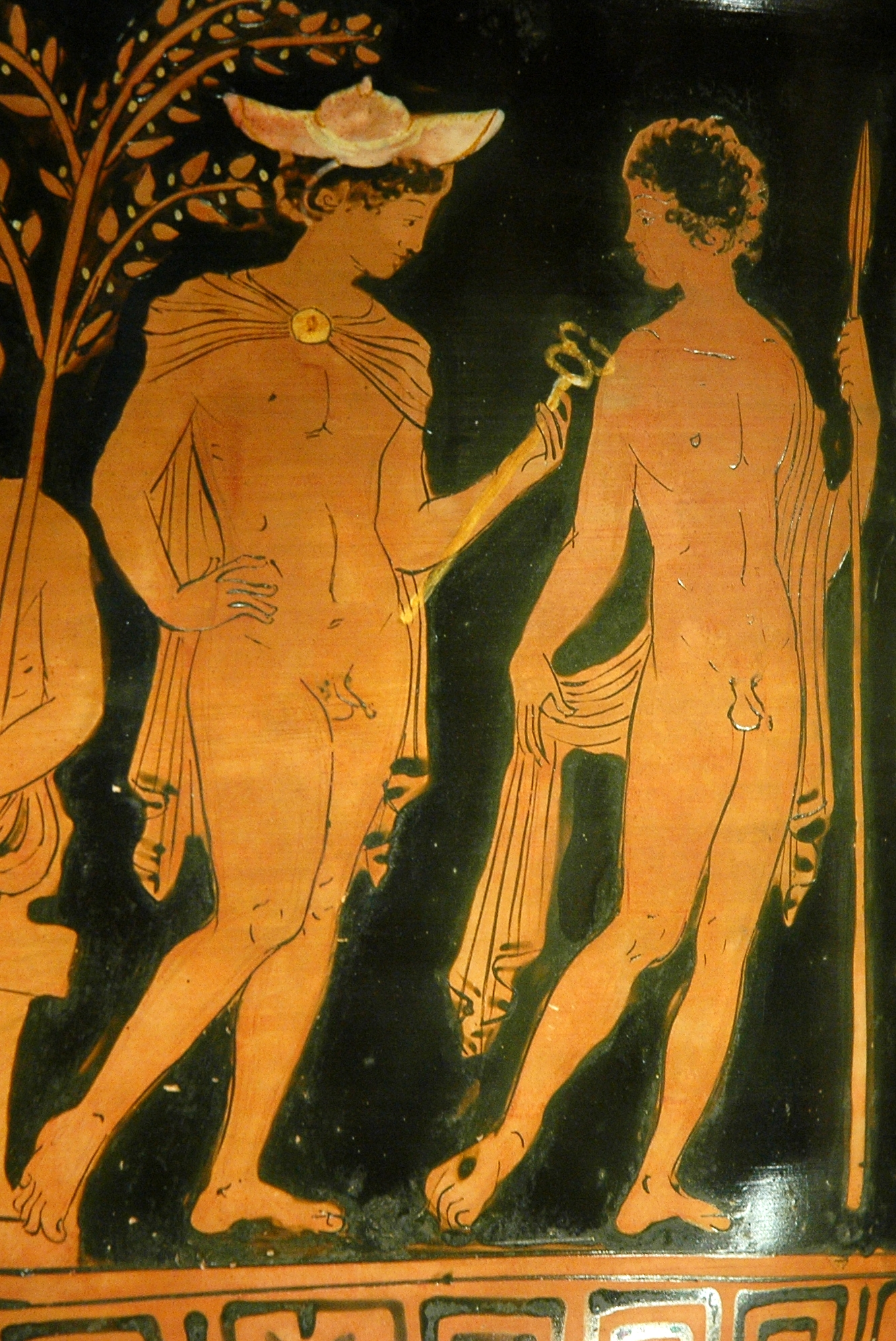
赫爾密斯戴著古希臘時期的帽子Petasos。

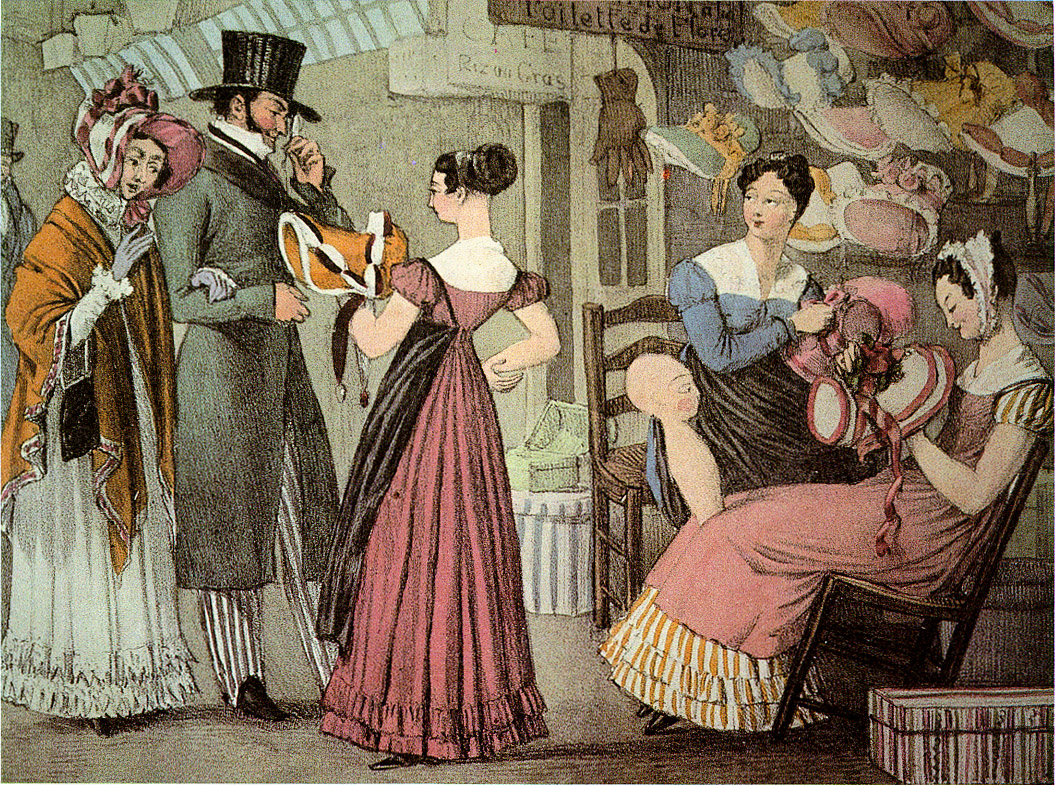
巴黎的製帽店, 1822年

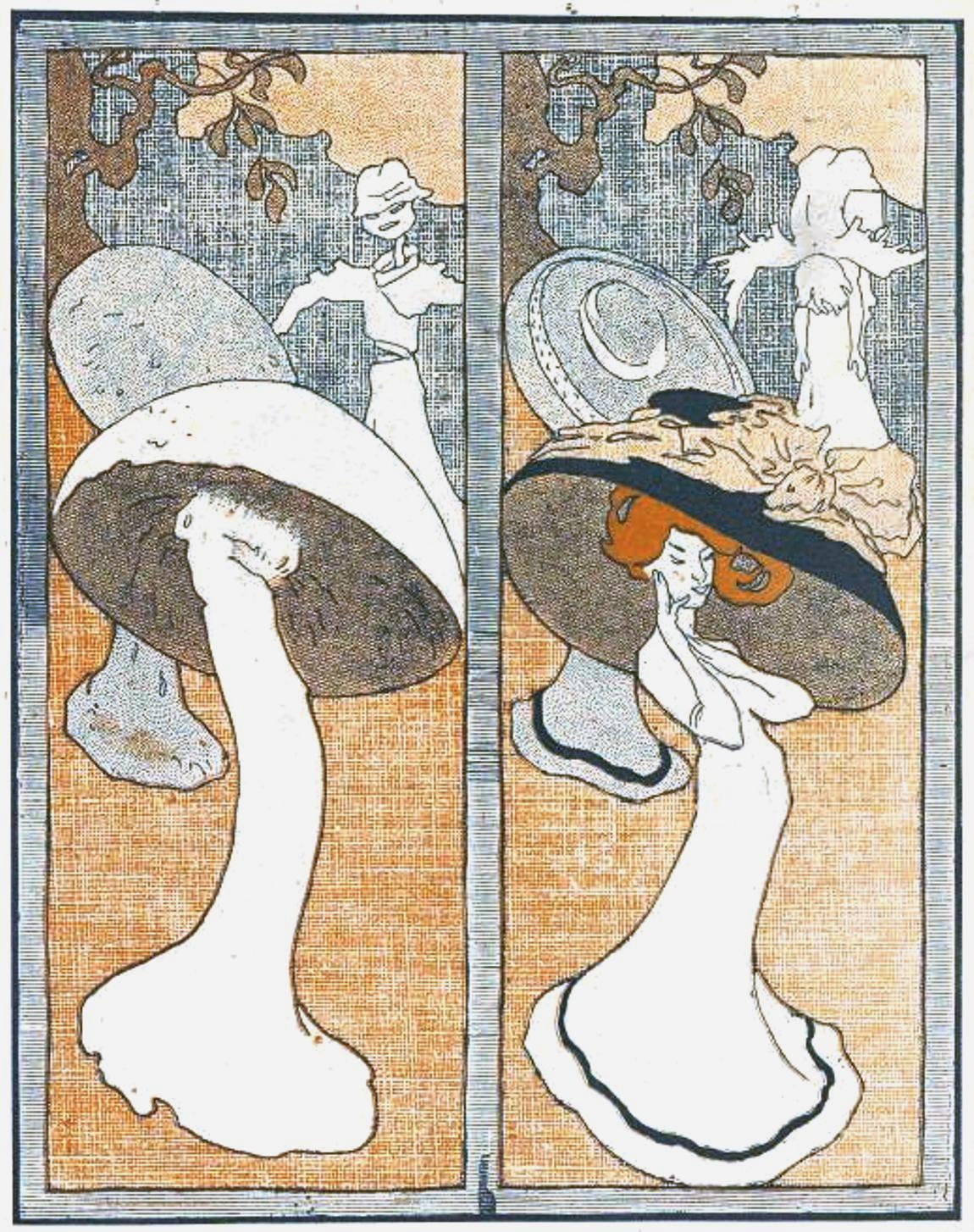
1908年由羅馬尼亞的藝術家Ion Theodorescu-Sion繪製的畫，諷刺魔菇帽的流行。

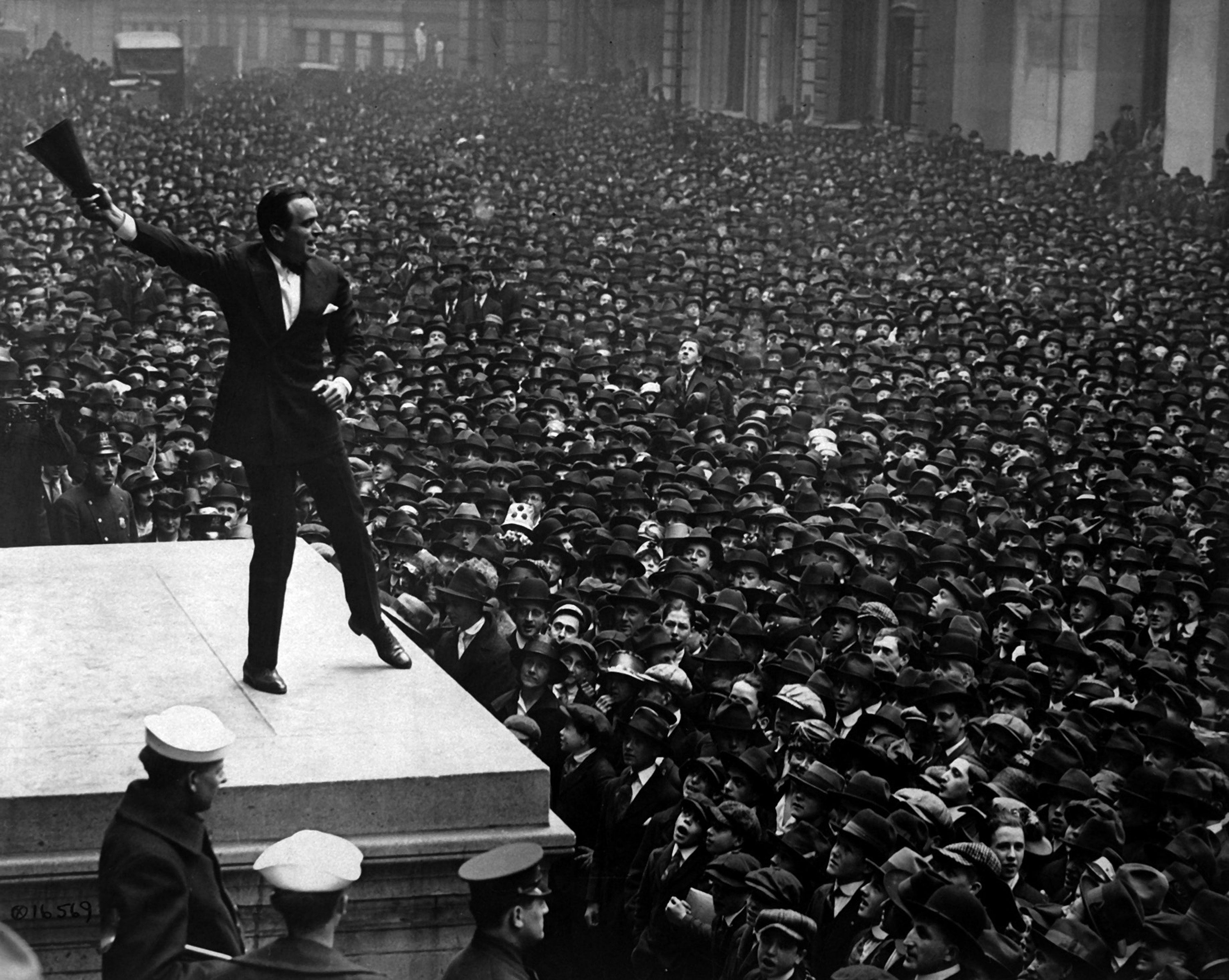
一張攝於1918年紐約市的相片，幾乎所有人都戴著帽子。

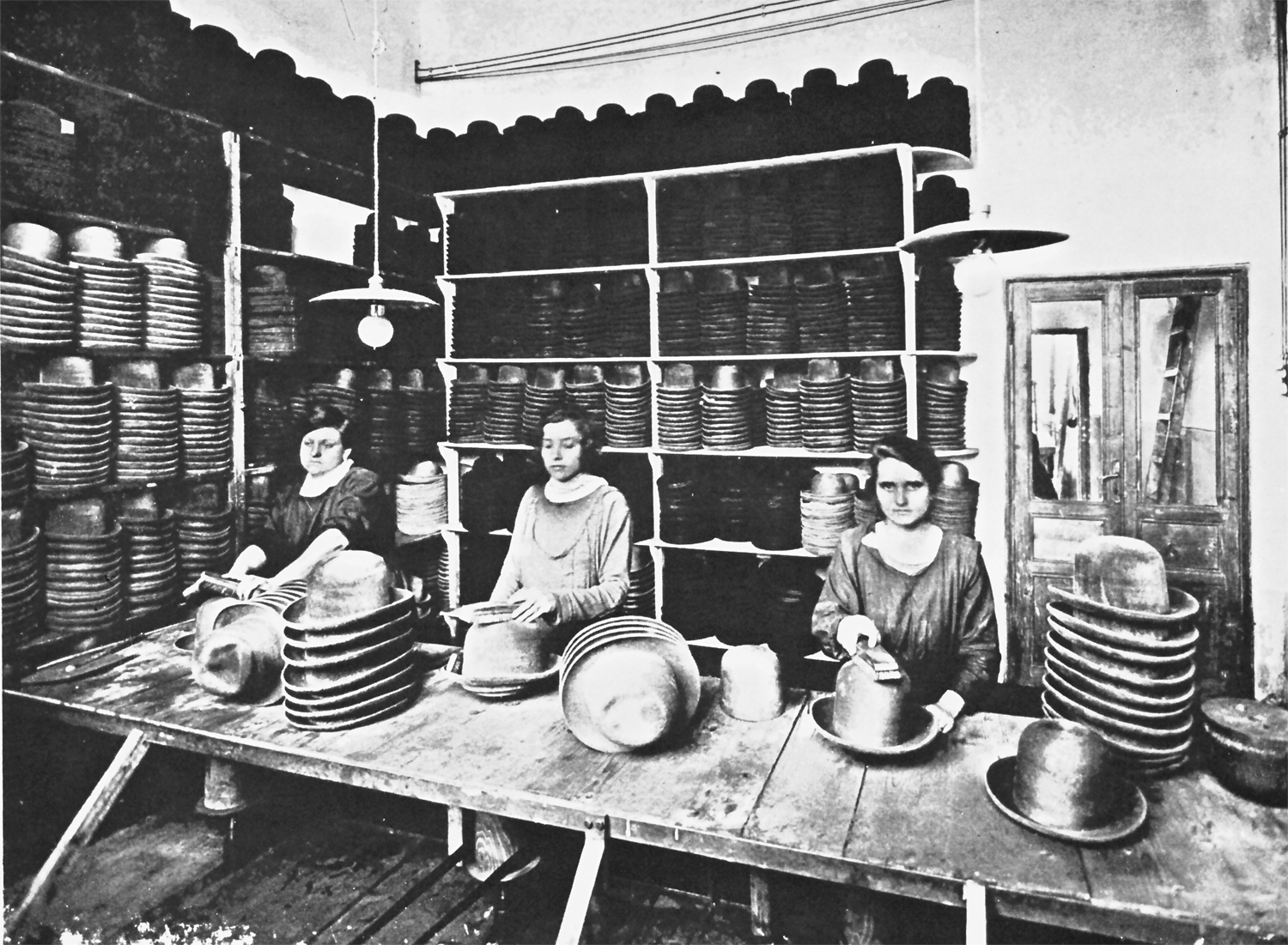
義大利蒙泰瓦爾基的帽子家庭工廠

以下列出幾種常見的帽子款式，詳見帽子款式列表.
| 圖片                                            | 名稱             | 說明 |
| ----------------------------------------------- | ---------------- | --- |
| Sun hat                                         | 遮阳帽           | 泛指任何有宽边可以遮掩日光直射的帽子                                                                           |
| Baseball cap                                    | 棒球帽           | 一種有單邊長帽沿的軟帽。                                                                                       |
| Bearskin                                        | 熊皮帽           | 一種高毛帽，被用在儀隊服或軍服。                                                                               |
| Beret                                           | 貝雷帽           | 是一種平頂的圓形無沿軟帽，源自巴斯克北部的農民服飾。                                                           |
| Sima Guang                                      | 官帽             | 是中国、朝鮮、越南、琉球古代的一种帽子，屬烏紗帽的一種，。                                                     |
| Bicorne                                         | 雙角帽           | 又稱二角帽，是西洋服飾中的一種男用帽子。在許多拿破崙的肖像畫中可以看到頭戴雙角帽的拿破崙。                     |
| Bowler / Derby                                  | 圓頂硬禮帽       | 是毛氈帽的一種，在1850年由英國人愛德華·寇克發明。                                                              |
| Chullo                                          | 安地斯毛帽       | 有著耳罩的羊毛帽。                                                                                             |
| Cloche hat                                      | 鐘形帽           | 是一種鐘形的女帽，流行於1920年代至1933年的美國。                                                               |
| Cricket cap                                     | 板球帽           | 板球運動員穿戴的帽子。                                                                                         |
| Conical hat                                     | 箬笠             | 一種以竹子編成的寬大帽子，呈圓錐形。                                                                           |
| Coonskin cap                                    | 浣熊皮帽         | 以浣熊的皮製成的帽子。                                                                                         |
| Custodian helmet                                | 高桶盔           | 英國男性警察的傳統裝備。                                                                                       |
| Deerstalker                                     | 獵鹿帽           | 一種前後有帽舌，並帶有護耳的帽子。它是著名虛構偵探夏洛克·福爾摩斯的最愛。                                      |
|                                                 | 費多拉帽         | 指一種帽頂中部有凹陷的帽子，多為氈製。                                                                         |
|                                                 | 土耳其毯帽       | 一種直身圓筒形的毯帽。                                                                                         |
|                                                 | 阿拉伯頭巾       | 由三塊布料組成。                                                                                               |
|                                                 | 盔               | 一種用於保護頭部的硬質帽，如交通用的機車安全帽、軍隊用的鋼盔或美式足球使用的頭盔。                             |
|                                                 | 基巴             | 是猶太人男性所佩帶的一張薄布料或羊毛紡織製成的頭飾，用髮夾固定。                                               |
|                                                 | 庫非             | 男性穿戴的無邊帽子，通行於非洲、中亞一帶。                                                                     |
|                                                 | 大盤帽           | 一種軍服、學生制服、警察制服用帽。                                                                             |
|                                                 | 主教冠           | 是天主教、東正教、聖公宗等基督宗教高級神職人員（即主教）在禮儀上配戴的帽子。                                   |
|                                                 | 鬥牛士帽         | 鬥牛士穿著的勾針編織帽子                                                                                       |
|                                                 | 巴拿馬帽         | 一種使用巴拿馬草的葉子製作的帽子，源自於厄瓜多。                                                               |
|                                                 | 佛里幾亞無邊便帽 | 是一種與頭部緊密貼合的軟帽，其帽尖向前彎曲。                                                                   |
| Actress Doris Day wearing a pillbox hat in 1960 | 藥盒帽           | 一種直的、無帽緣的帽子。                                                                                       |
|                                                 | 聖誕帽           | 紅色帶白邊的帽子，是聖誕老人的服裝。                                                                           |
|                                                 | 闊邊帽           | 一種墨西哥的傳統帽子，有寬大的帽沿。                                                                           |
|                                                 | 大禮帽           | 是19世紀晚期到20世紀初期流行於西洋的一種闊邊、平頂、高筒的男用帽子。                                           |
|                                                 | 廚師帽           | 窄邊或無邊的帽子。                                                                                             |
|                                                 | 三角帽           | 發源於歐洲，自17世紀後期盛行至18世紀，在極盛期時不但是一般男性知識份子的標準行頭，也是軍人戎裝的標準配件之一。 |
|                                                 | 特本             | 是一種印度、巴基斯坦、阿富汗、中東、北非、南亞及部份牙買加民族服飾中的頭巾。                                   |
|                                                 | 蘇聯毛帽         | 蘇聯軍方的防寒帽。                                                                                             |
|                                                 | 小瓜帽           | 天主教和聖公宗高級聖職人員所戴的小圓帽                                                                         |
|                                                 | 煎餅帽           | 巴基斯坦與阿富汗一帶常見的男用圓頂羊毛帽                                                                       |
|                                                 | 鴨舌帽           | 在前緣具有小硬邊的圓帽，起源於英國及愛爾蘭。                                                                   |

## 画廊

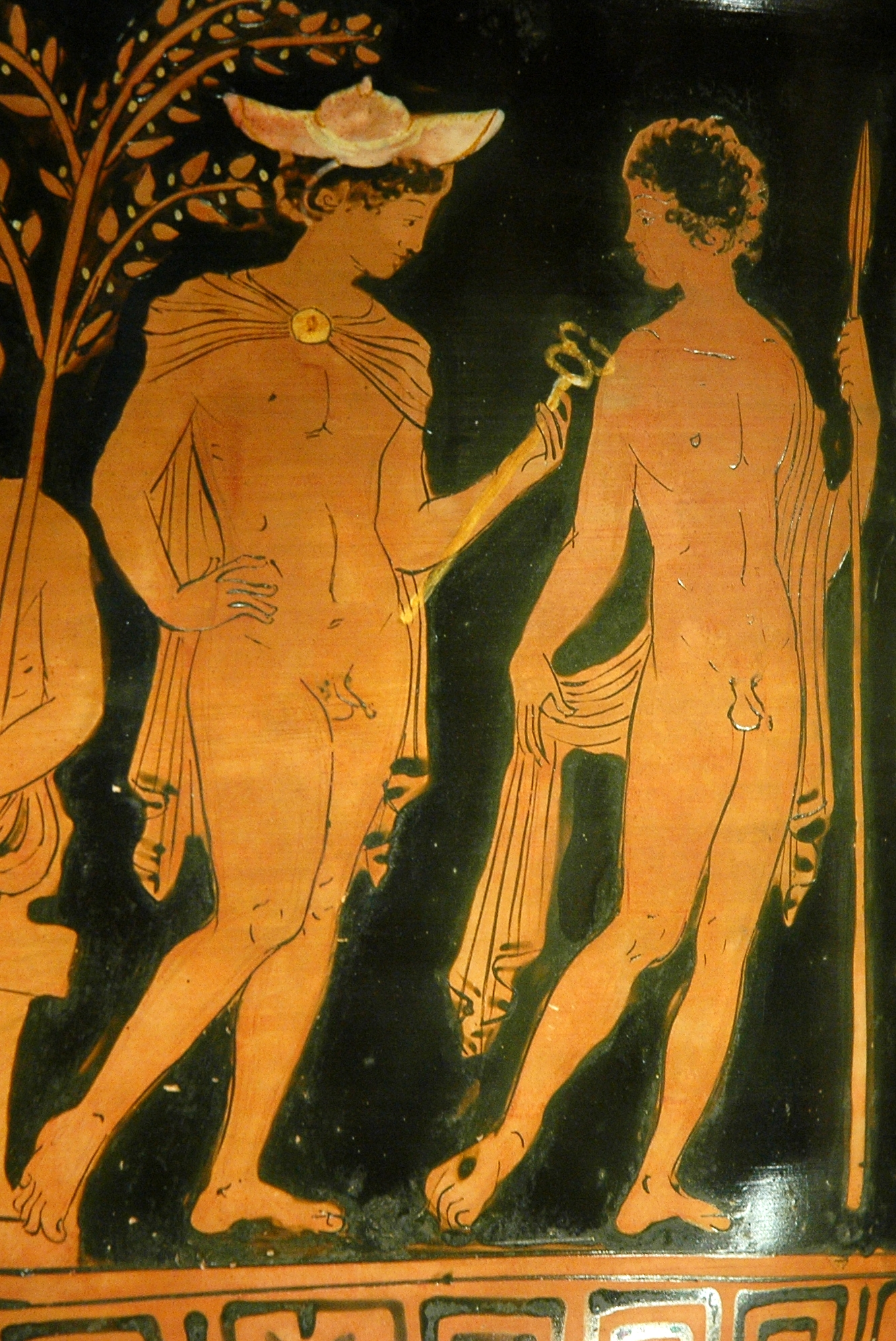
约公元前380至370年，赫尔墨斯头戴Petasos（英语）的形象出现在一件来自阿提卡的红绘人物Krater（英语）上。
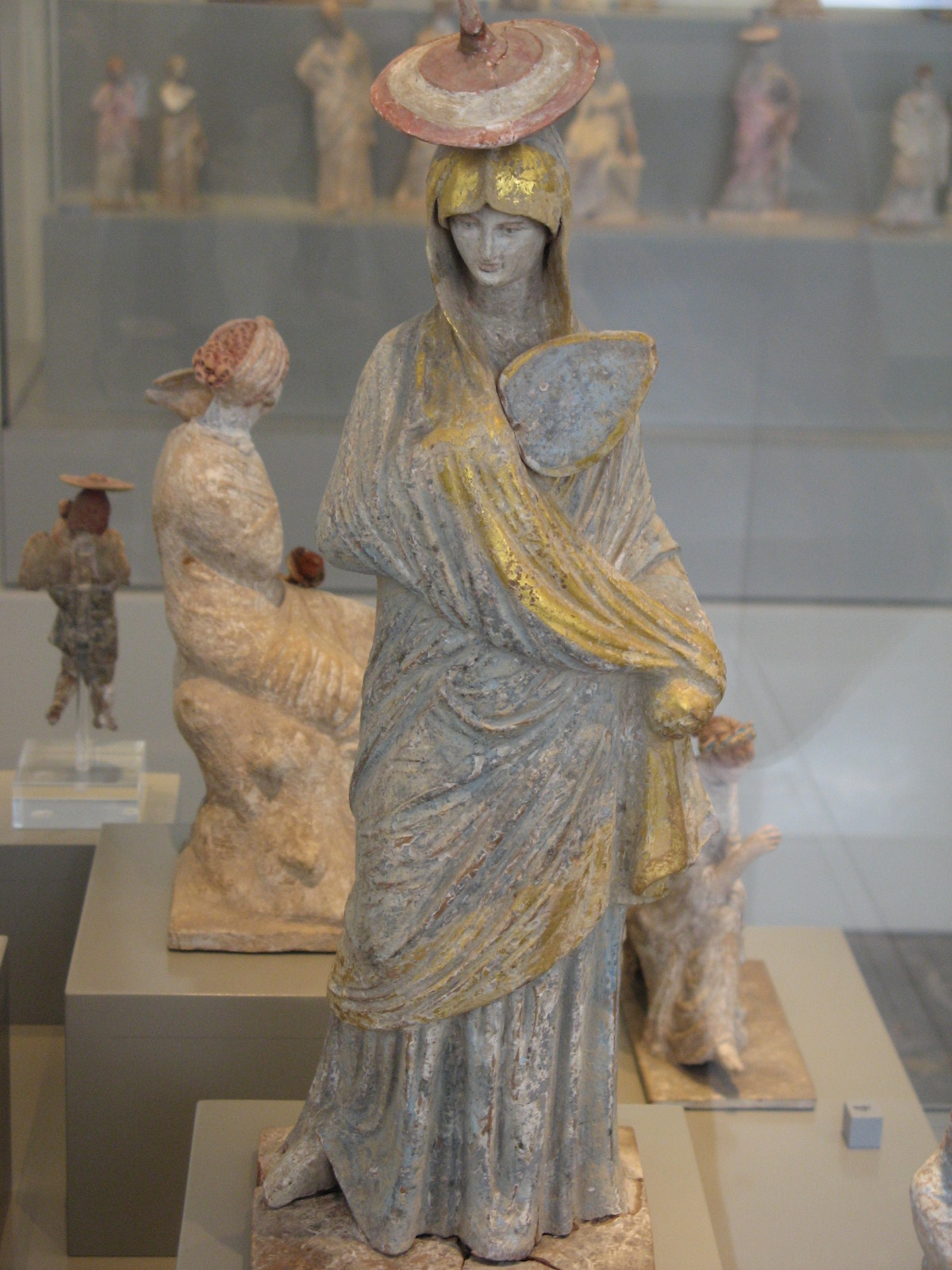
一尊古希腊雕像，约公元前325至前300年，来自Tanagra（英语）。雕像描绘一位女子，身着蓝金相间服饰，手持扇子，头戴太阳帽。
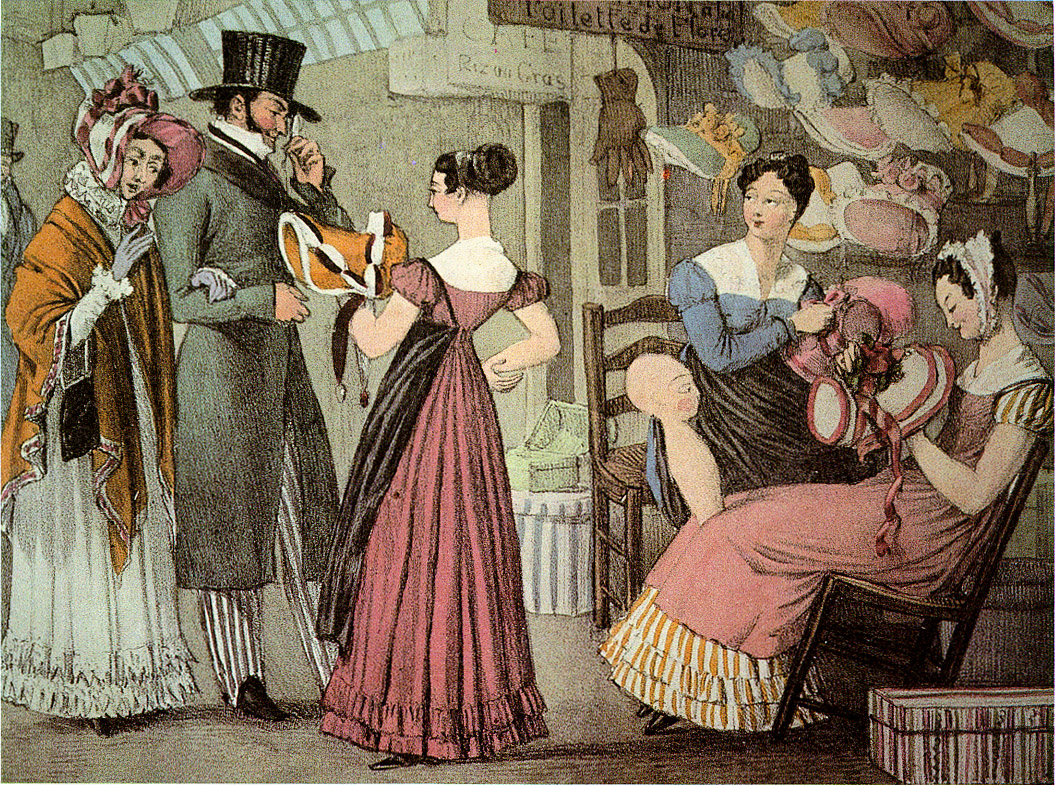
1822年，法国巴黎Hatmaking（英语）店。
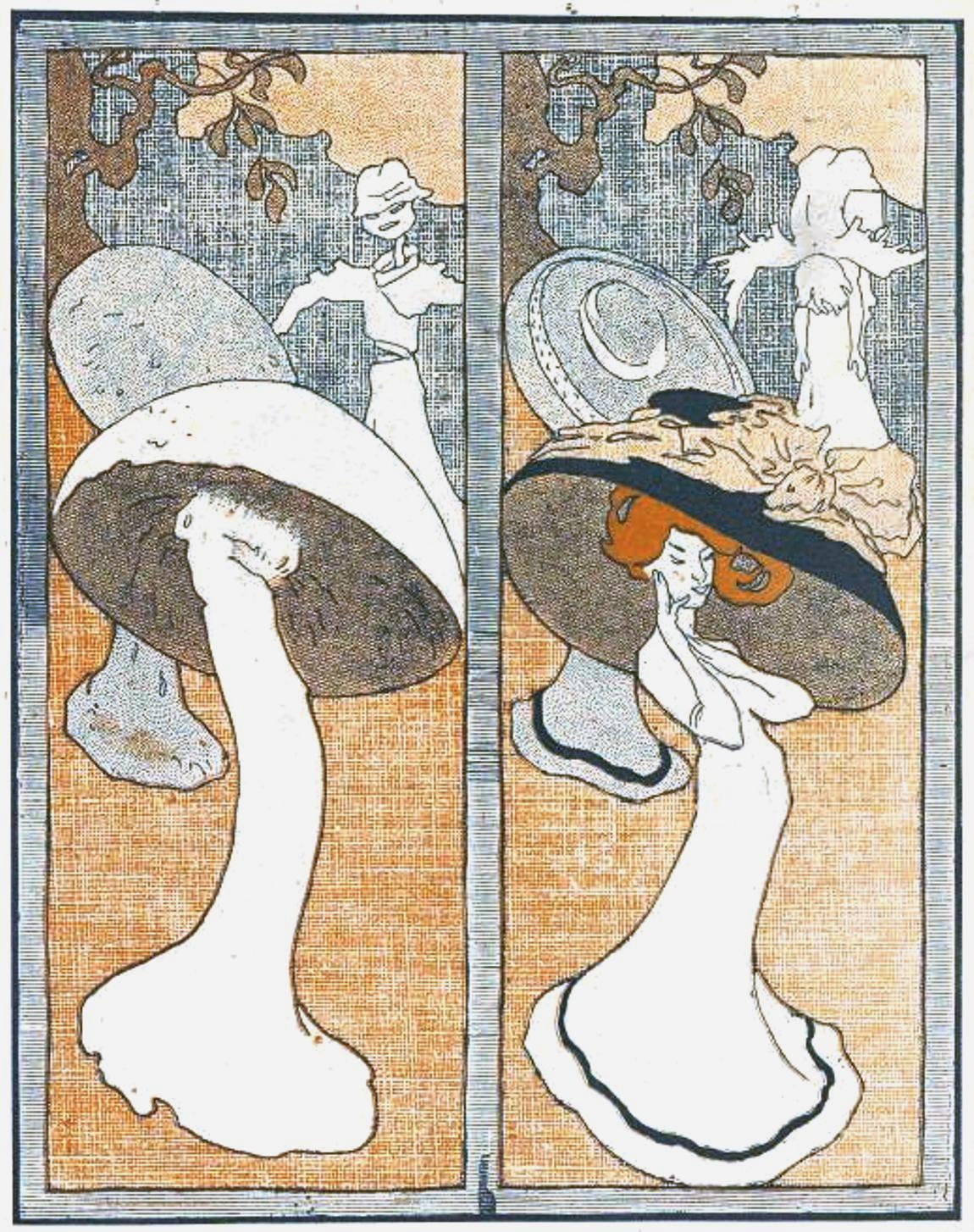
帽子作为时尚元素，有时也会成为讽刺和嘲笑的对象。这幅由Ion Theodorescu-Sion（英语）创作于1908年的漫画，最初发表在罗马尼亚的一份出版物中，用以讽刺当时流行的蘑菇帽（英语）款式。
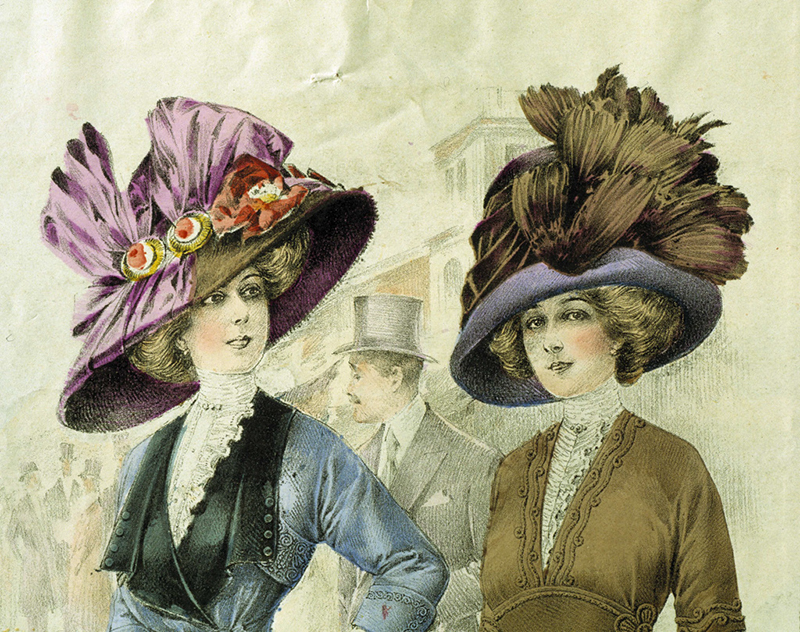
1911年起女士戴的Picture hat（英语）。
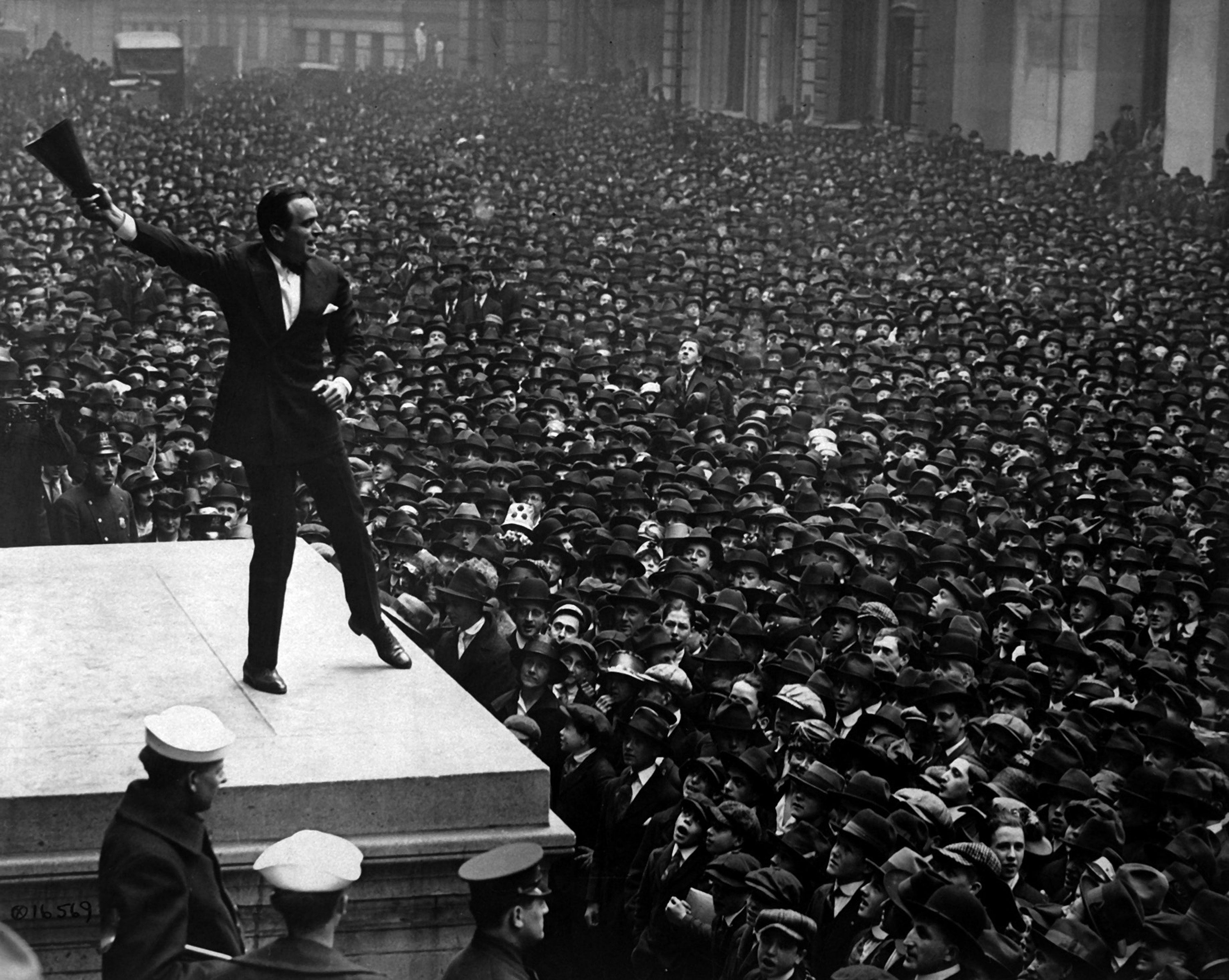
1918 年的纽约市：一大群人，几乎都戴着帽子。
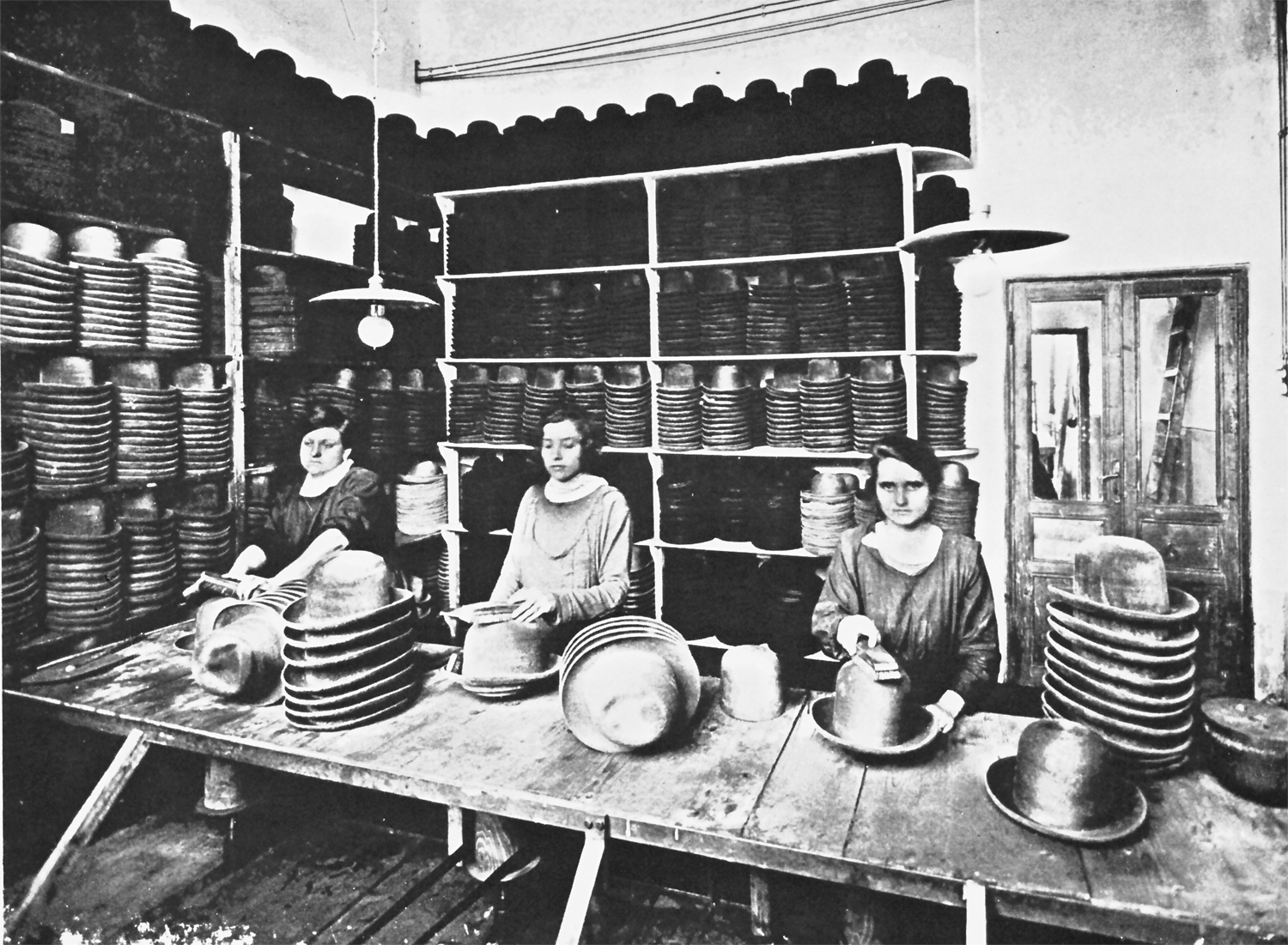
位于意大利蒙特瓦尔基的一家家族制帽工厂，具体年代不详。
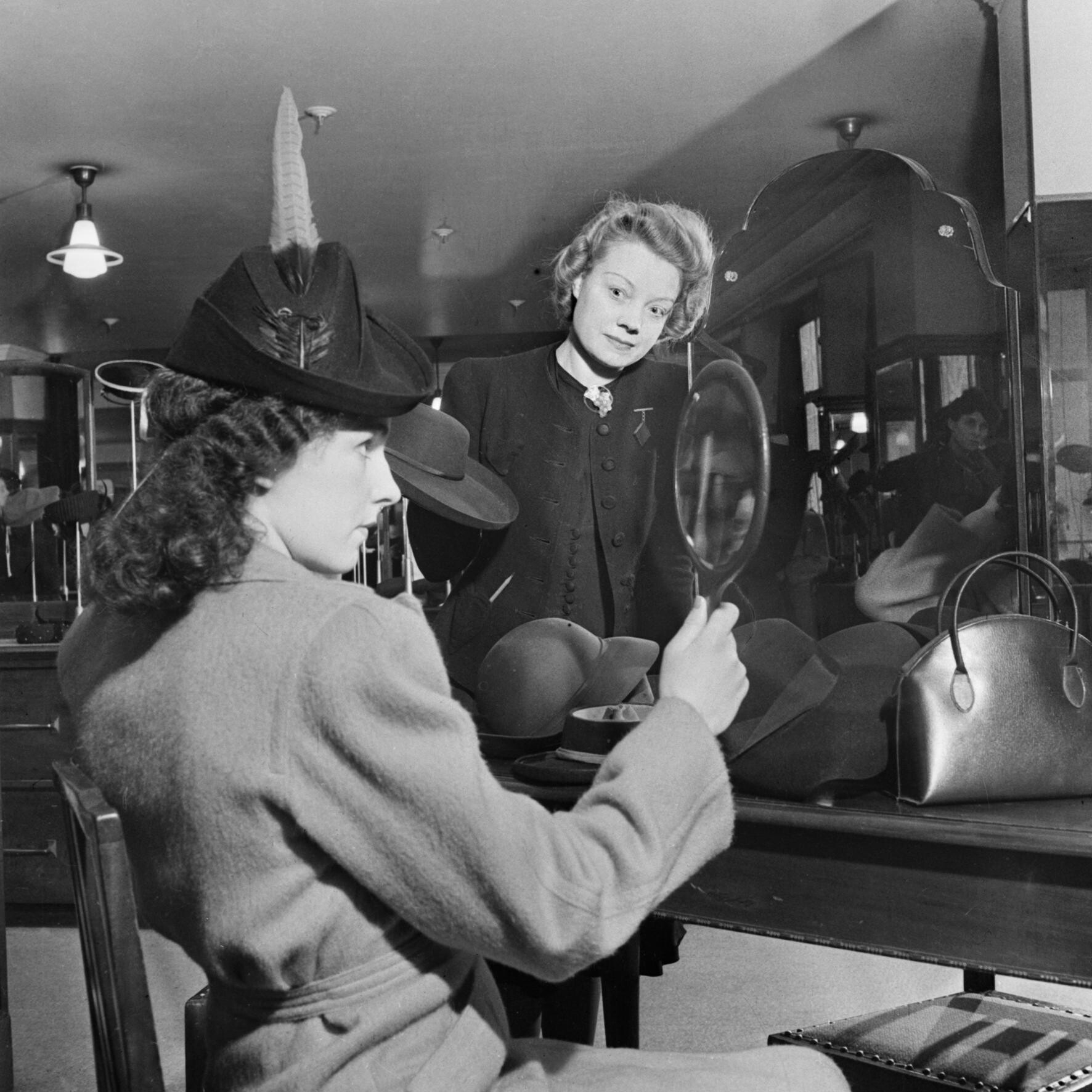
1942年，伦敦牛津街上的Bourne & Hollingsworth（英语）百货公司制帽部。与当时大多数服装不同，二战时期的英国并未对帽子实行严格配给，因而催生出大胆多样的帽饰风格。
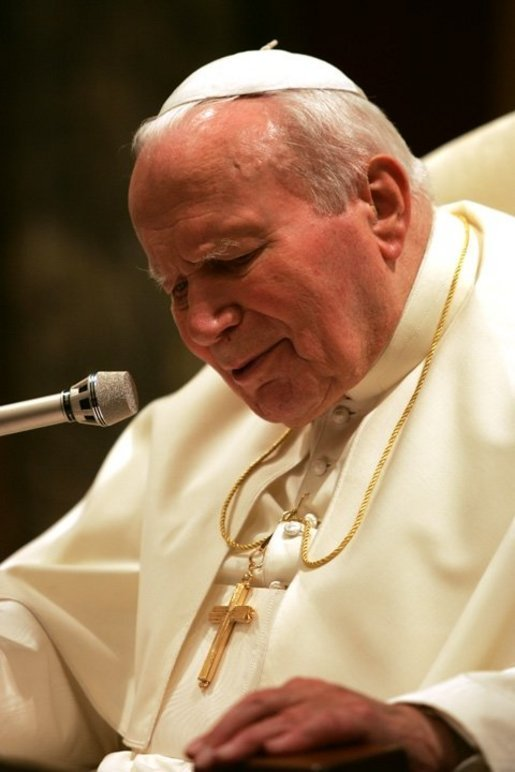
约翰·保罗二世戴着Toque（英语）。
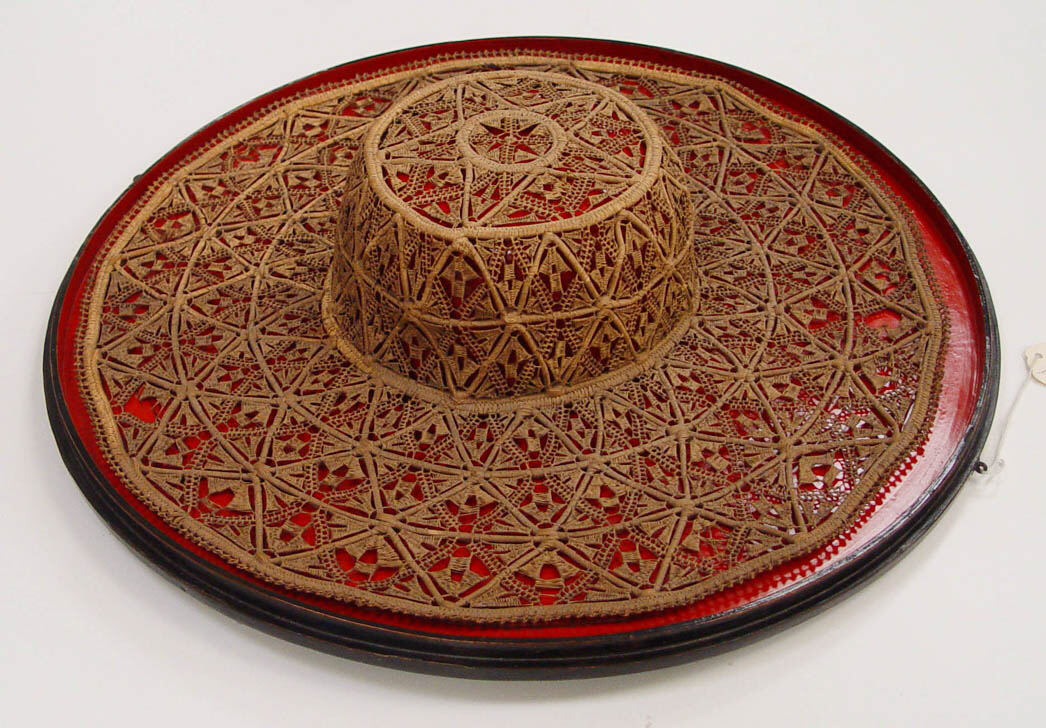
一顶 17 世纪的镂空帽，现藏于大都会艺术博物馆。

## 相關
- 手套
- 假髮
- 戴綠帽
- 帽章